# Aixurdan I
Aixurdan I o Aššur-dan I va ser rei d'Assíria des potser el 1179 fins al 1133 aC. Era fill de Ninurtaapal-Ekur al que va succeir al morir, després de tres o tretze anys de regnat. Va posseir el tron d'Assíria en un dels regnats més llargs, quaranta-sis anys, i això implica que va arribar molt jove al poder.
Va permetre l'establiment dels muskhi i els kashka a la regió del Tigris superior; va ajudar els elamites a expulsar al rei de Babilònia cap a l'any 1158 aC. Les forces assíries van passar el Zab Inferior i es van apoderar d'algunes ciutat com Zaban i Irria, i el territori fronterer de Sallu. Durant el seu regnat se sap que va conquerir les ciutats de Madkiu, Sudrum i Ubru Chundu, i va derrotar alguns pobles de les muntanyes del sud-est (cuseo-elamites) entrant a les ciutats de Saka i Sakama, que segurament eren a Elam o a la vora. També va conquerir les ciutats de Shuria, Chirishtu i Andaria (les dues primeres de localització desconeguda, però la tercera era una ciutat en una zona de muntanya a l'est d'Assur, a l'altre costat del Tigris) i el país d'Ada'ush. Aquesta operació militar d'Aixurdan va ser en realitat una expedició per valorar la força d'oposició de Babilònia, ja que Assíria encara no tenia prou poder com per conquerir aquell estat.
Tot i la llargada del seu regnat no se'n sap quasi res més. A la seva mort potser el 1133 aC, el va succeir el seu fill Ninurtatukulti-Aixur.